# 시소왓
시소왓(크메르어: ស៊ីសុវត្ថិ, 1840년 9월 7일 - 1927년 8월 9일)는 캄보디아의 군주(재위:1904 - 1927)이다. 앙 동 왕의 아들이자 노로돔 왕의 이복 동생이다.

## 생애
그가 태어났을 때, 캄보디아는 사이암과 베트남의 영향력 하에 있었다. 그는 이복 형 노로돔과 함께 태국의 수도 방콕에 보내졌다. 그는 그의 아버지 앙 두옹이 죽은 1860년까지 고향 캄보디아로 돌아오지 않았다.
그러나 1860년대 이복 형 노로돔 즉위 후, 또다른 이복 형제인 시 보타의 왕위 계승을 방지하기 위해, 캄보디아의 오동으로 돌아왔다. 그는 형 노로돔의 통치에 복종했지만, 정변을 기도하였다. 그러나 캄보디아는 곧 프랑스령 인도차이나의 보호국으로 전락하고 만다. 그는 분노했고 노로돔 왕에게 도전했다. 동시에 프랑스 정부는 노로돔의 독립 기도를 분쇄하기 위해 그를 노로돔의 경쟁자이자 노로돔을 폐위시키고 시소와스를 즉위시킬수 있음을 수시로 경고했다.
1867년 캄보디아의 프랑스령 인도차이나의 보호국에 대한 반란이 일어나자 노로돔은 이를 진압했는데, 시소와스의 도움으로 진압하였다. 이후 그는 후계자 자리를 인정받게 되었다. 이어 노로돔 왕에게 자신을 후계자로 지목하도록 압력을 행사하였다. 1904년 노로돔이 죽었을 때 그는 프랑스 정부와의 협상을 통해 왕위를 계승하였다. 재위 기간 중 그는 새로운 궁전을 건설하고, 250 파운드의 비축식량을 마련하였으며, 고급 아편 생산 정책을 펼쳤다. 1927년 프놈펜에서 사망하였다.